# Frida Weber de Kurlat
Frida Weber de Kurlat (* 1914 in Wien; † 25. Januar 1981) war eine argentinische Hispanistin.

## Leben und Werk
Frida Weber hatte einen rumänischen Vater und eine russische Mutter. Sie heiratete 1944 Alberto Kurlat (* 1909) und hatte drei Kinder, darunter der Komponist Gustavo Kurlat (* 1957). Sie studierte Hispanistik bei Amado Alonso, Pedro Henríquez Ureña und Joseph Eugene Gillet und leitete bis 1973 das Institut für Literaturwissenschaft der Universität Buenos Aires. Ihr Nachfolger war Francisco Urondo.

## Werke (Auswahl)
- Lo Cómico en el teatro de Fernán González de Eslava. Buenos Aires 1963. (Rezension in: Bulletin hispanique  66, 1964, S. 448–452)
- (Hrsg.) Lope de Vega: Servir a señor discreto. Madrid 1975.
- El teatro del siglo XVI al XIX. Madrid 1981.